# Dariush Shayegan
Dariush Shayegan (în persană: داریوش شایگان; n. 24 ianuarie 1935, Tabriz, Provincia Azarbaidjanul de Est, Iran – d. 22 martie 2018, Teheran, Iran) a fost unul dintre proeminenții gânditori, teoreticieni culturali și filosofi ai Iranului.
Shayegan a urmat studii la Universitatea Sorbonne din Paris. A fost profesor al limbii sanscrite și al religiilor indiene la Universitatea din Teheran. A scris un roman Terre de mirages în franceză și a câștigat premiul ADELF oferit de către Asociația Autorilor Francezi pe data de 26 decembrie 2004. Shayegan este cunoscut în Franța datorită cărților sale în domeniul filosofiei și al misticii.
Shayegan  a făcut, de asemenea, multe cercetări asupra  misticismului persan și a poeziei mistice. A fost director fondator al Centrului Iranian pentru Studii ale Civilizațiilor. În 1977, Shayegan a inițiat un simpozion internațional cu tema "dialog între civilizații", un concept care a fost acceptat și de către fostul președinte iranian Mohammad Khatami.

## Opere publicate
- La lumière vient de l'Occident (2001)
- Le regard mutilé (1989)
- L’Asie face à l’Occident
- Qu'est ce qu'une révolution religieuse? (1991)
- Les Illusions de l’identité
- Terre de mirages (2004)
- Hindousime et soufisme